# وتر كوني

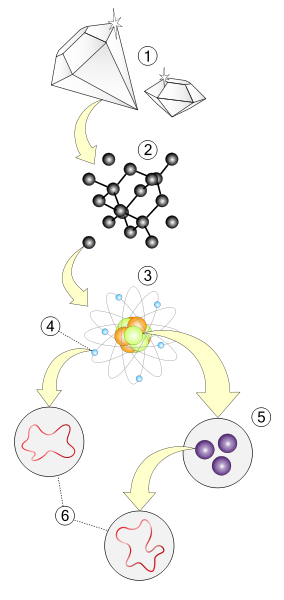

الأوتار الكونية هي عيوب طوبولوجية افتراضية أحادية البعد قد تكون قد تكونت أثناء انتقال طور كسر التناظر في الكون المبكر عندما لم تكن طوبولوجيا مشعب الفراغ المرتبط بانكسار التناظر المرتبطة ببساطة. من المتوقع أن يتم تكوين وتر واحد على الأقل لكل حجم هابل. استحدثت الفكرة لأول مرة من قبل الفيزيائي النظري توم كيبل في السبعينيات.
إن تكوين الأوتار الكونية مماثل إلى حد ما للعيوب التي تتشكل بين حبيبات الكريستال في السوائل المتصلبة، أو الشقوق التي تتشكل عندما يتجمد الماء في الجليد. من المحتمل أن تكون انتقالات الطور المؤدية إلى إنتاج سلاسل كونية قد حدثت خلال اللحظات الأولى من تطور الكون، مباشرة بعد التضخم الكوني، وهي تنبؤ عام إلى حد ما في كل من نظرية الحقل الكمومي ونماذج نظرية الأوتار للكون المبكر.